# 清水麻有
清水 麻友（しみず まゆ、1998年1月19日 - ）は、日本の女子ラグビーユニオン選手。

## プロフィール
- 群馬県高崎市出身[1]。
- ポジションはウィング(CTB)、センター(CTB)、フルバック(FB)。
- 身長 163cm、体重 62kg
- 弟の麻貴もラグビー選手[2](現・コベルコ神戸スティーラーズ)。
- 7人制女子日本代表に選ばれたことがある[3]。

## 略歴
小学3年生からラグビーを始めた。
2016年、東農大二高校卒業後、日本体育大学に入る。
2017年、女子ラグビーワールドカップ2017の女子日本代表に選ばれた。
2020年、日本体育大学卒業後、日体大大学院に進学。
2021年、東京五輪の7人制女子日本代表内定選手に選ばれた。